# أورلاندو دوك
أورلاندو دوك (بالإسبانية: Orlando) هو غطاس كولومبي، ولد في 11 سبتمبر 1974 في بيريرا في كولومبيا.